# Joshua Benjamin Jeyaretnam

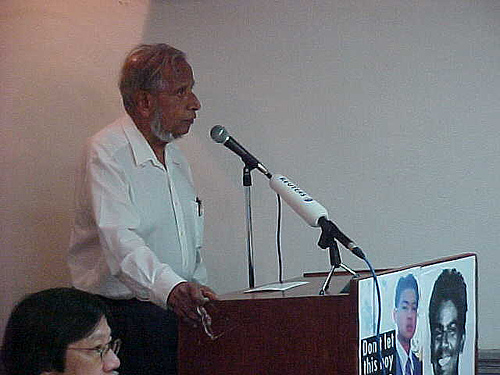
Jeyaretnam in 2005

Joshua Benjamin Jeyaretnam, meer bekend als J.B. Jeyaretnam, (Singapore, 5 januari 1926 - aldaar, 30 september 2008) was een Singaporees politicus. Hij was de eerste partijkandidaat van de oppositie die werd gekozen als parlementslid, zestien jaar nadat het land meer onafhankelijkheid kreeg.
Jeyaretnam werkte van 1981 tot 1986 en van 1997 tot 2001 als parlementslid voor de Singaporese Arbeiderspartij. Als enige parlementslid van die partij voerde hij oppositie tegen de autocratische premier Lee Kuan Yew, die hij herhaaldelijk ervan beschuldigde de burgerrechten en de persvrijheid aan te tasten. In 1986  werd hij gearresteerd en veroordeeld wegens fraude, naar zijn zeggen een politiek gemotiveerd vonnis.
Nadat hij de Arbeiderspartij had verlaten vormde hij in 2001 de Hervormingspartij om het meer dan veertig jaar durende bewind van de People's Action Party aan te vechten.
Joshua Benjamin Jeyaretnam overleed op 82-jarige leeftijd aan hartfalen.